# Thibivillers
Thibivillers ist eine französische Gemeinde mit 214 Einwohnern (Stand 1. Januar 2022) im Département Oise in der Region Hauts-de-France. Sie gehört zum Arrondissement Beauvais, zur Communauté de communes du Vexin Thelle und zum Kanton Chaumont-en-Vexin.

## Geographie
Die Gemeinde Thibivillers liegt in der Landschaft Vexin français, zehn Kilometer ostnordöstlich von Gisors und 17 Kilometer südwestlich von Beauvais.

## Einwohner
| Jahr                       | 1962 | 1968 | 1975 | 1982 | 1990 | 1999 | 2010 | 2021 |
| -------------------------- | ---- | ---- | ---- | ---- | ---- | ---- | ---- | ---- |
| Einwohner                  | 164  | 121  | 134  | 138  | 168  | 205  | 206  | 198  |
| Quellen: Cassini und INSEE |      |      |      |      |      |      |      |      |

## Sehenswürdigkeiten
- Kirche Saint-Pierre aus dem 16. Jahrhundert, seit 1972 als Monument historique eingetragen[1]

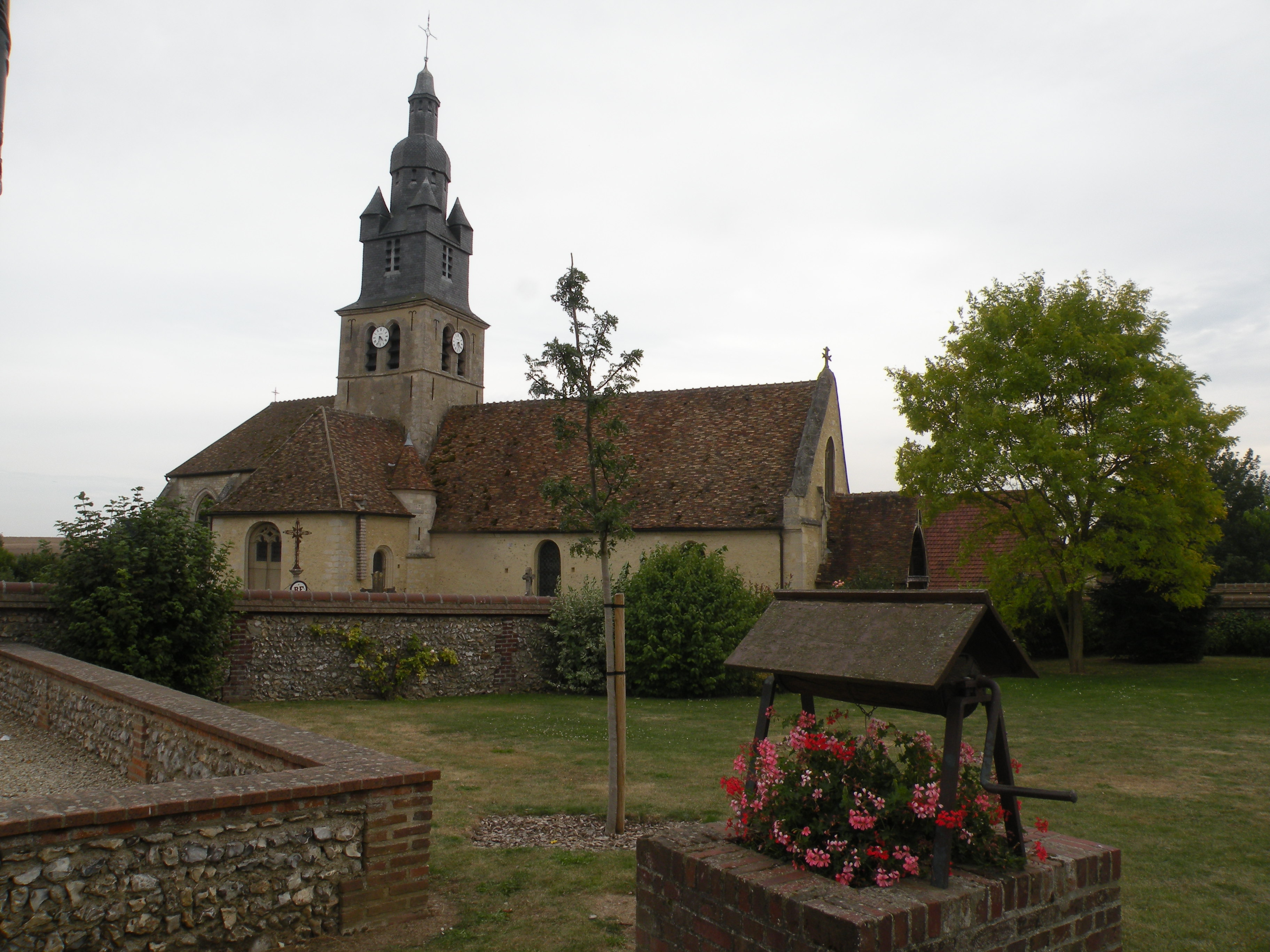
Kirche Saint-Pierre
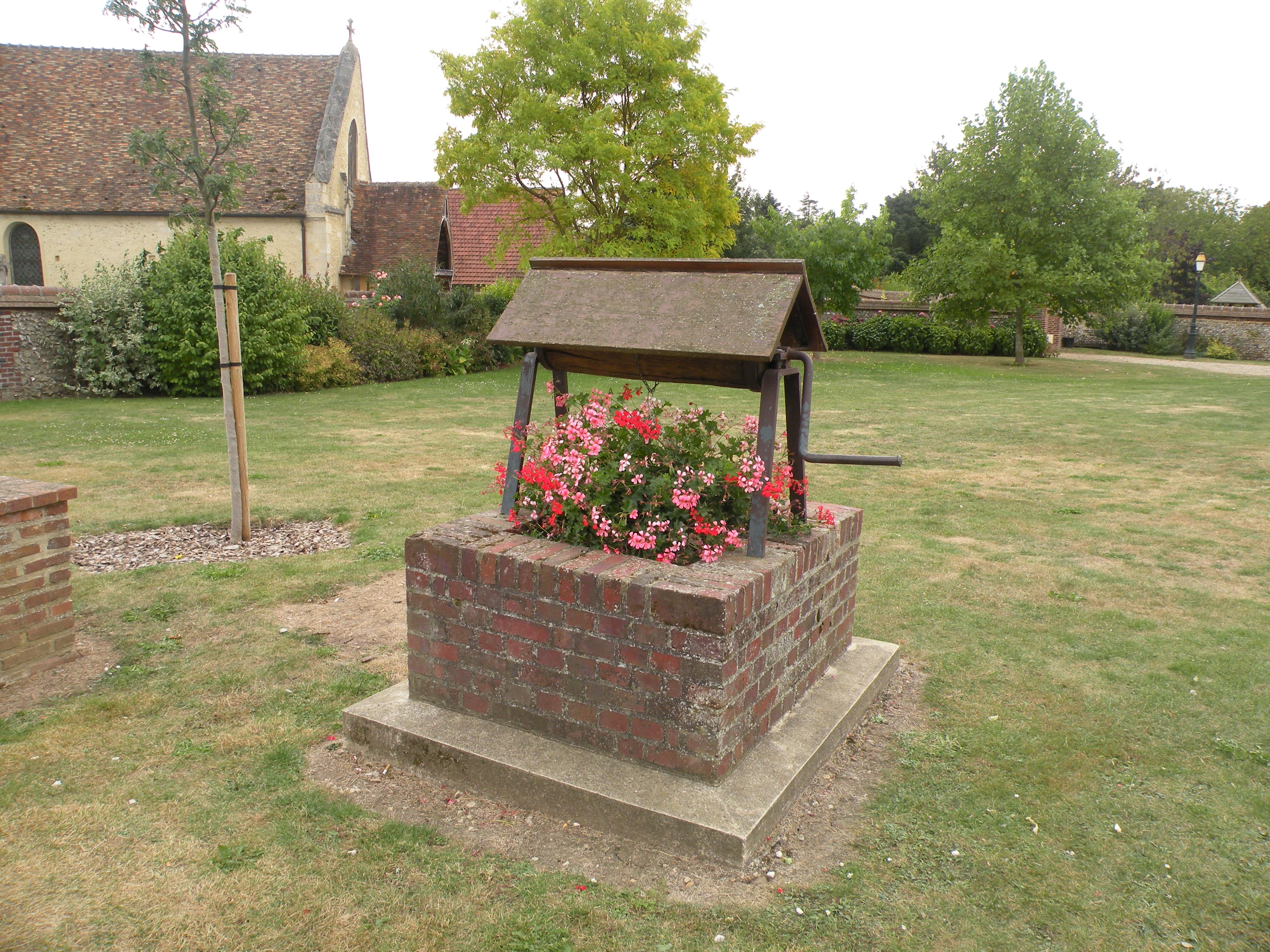
Ehemaliger Brunnen
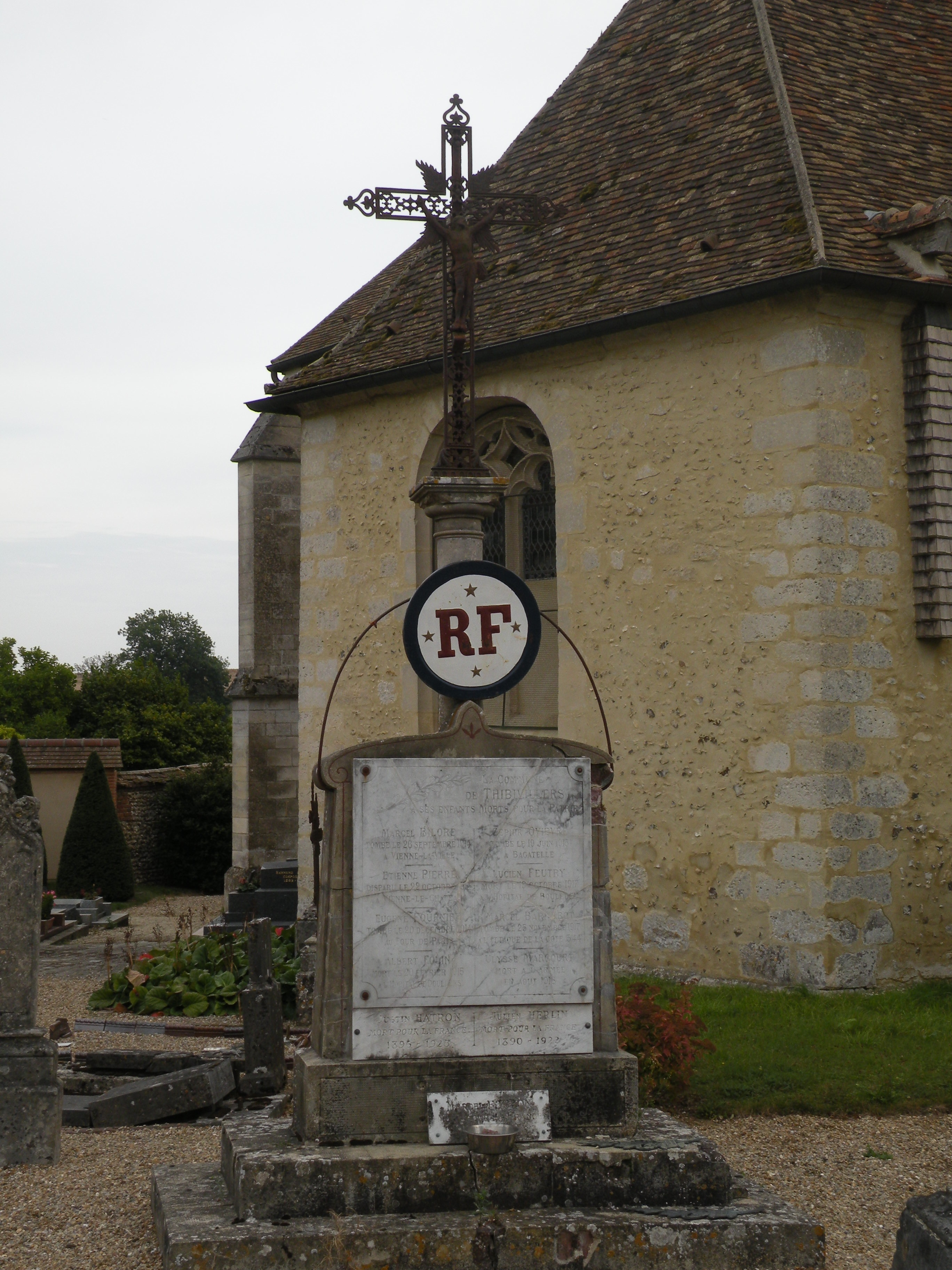
Gefallenendenkmal